# 조반니 베르가
조반니 베르가(Giovanni Verga, 1840년 ~ 1922년)는 근대 이탈리아의 소설가이자 극작가이다. 시칠리아섬 카타니아에서 출생하였다. 그는 대학에서 법학을 전공했으나 중퇴했다. 1860년에 그는 카타니아 주 방위군에 입대했다. 1865년에 그는 플로렌스 시를 자주 방문하기 시작했고, 1869년에 그곳에 정착했다. 1872년에 그는 밀라노로 이사하여 문학모임에 자주 방문했다.
1893년 그는 시칠리아로 돌아가기로 결정한다. 1920년 종신 상원의원으로 입명되었다. 그는 1922년에 사망했다.
일찍이 문재를 보여 뒤마 페르를 본따 〈산속의 카르보나리당〉(1862)을 출판하였다. 청년 시대에 피렌체로 이사하여 문학계에 출입하면서 감상적인 낭만주의풍의 작품 〈곤줄박이 이야기〉(1871) 등을 발표하였다. 그 후 밀라노에 정착, 살롱과 카페에서 문학계의 신풍에 접하며 프랑스 자연주의의 영향을 받았다. 그 후 고향 시칠리아를 무대로 원시적이고도 소박한 사람을 주인공으로 하는 전례없이 엄격하고 간결한 문체로 단편소설집 〈전원생활〉(1880), 〈전원소설집〉(1883), 장편 〈마라보리아가의 사람들〉(1881) 등을 저술하였다. 몰자아(沒自我)와 객관의 시점에서 진실을 묘사하려는 작풍은 진실주의로 널리 알려져 네오리얼리즘 문학에까지 계승되어 있다.